# ボストン茶会事件
ボストン茶会事件（ボストンちゃかいじけん、英: The Boston Tea Party）は、1773年12月16日にイギリス領マサチューセッツ湾直轄植民地（現アメリカ合衆国マサチューセッツ州）のボストンにおいて、植民地人の急進派がイギリス本国議会（グレートブリテン議会）に対する抗議として停泊中の船舶から積荷の茶箱を海に大量投棄した事件。アメリカ史において、後のアメリカ独立戦争への転機になった出来事と評される。
発端は1773年5月10日にイギリス議会で制定された茶法であった。この法律はイギリス東インド会社がアメリカ植民地で中国産の茶葉を直接販売するにあたって、販売独占権が与えられると共に、植民地に課せられたタウンゼンド諸法に基づく関税の実質的な免税を受けるものであった。この処置は植民地に正規輸入された茶葉の値段を押し下げる効果をもたらすものであったが、植民地ではもともとタウンゼンド諸法は自分たちの課税権を侵害するものと強く反対されており、茶法に対する抗議活動が盛んになった。植民地全体で茶葉の荷揚げを防止するといった抗議活動が盛んになる中で、マサチューセッツのみ、同地のトマス・ハッチンソン総督が荷揚げを許可したことにより、ボストン港には東インド会社の茶葉を積んだ船舶が停泊していた。こうした中にあって同地の急進派「自由の息子達（サンズ・オブ・リバティ）」はインディアンを装ってその船舶に侵入すると、積荷の茶箱をすべて海に投げ捨てた。
ボストン茶会事件は、茶法に対する反対運動の集大成であり、「代表なくして課税なし」を代表するものであった。一方のイギリス政府は、これに強力に対応し、翌1774年にいわゆる「耐え難き諸法」を制定してボストン港を閉鎖すると共に、マサチューセッツ湾植民地の自治権を奪った。この処置は他の植民地政府への見せしめ的な要素も帯びていたが、結果として13植民地の強い反発と連携を生み、第1回大陸会議の実施に至った。そして二年後1775年にボストン近郊での戦闘（レキシントン・コンコードの戦い）をきっかけにアメリカ独立戦争が勃発することになる。
なお、事件当時は、単に「茶葉の廃棄」（destruction of the tea）と呼ばれ、その後も長らく大きく扱われない故事であったが、歴史家のアルフレッド・ヤングによれば、1834年に初めて "Boston Tea Party" という言葉が印刷物に登場したという。"Party" には日本語の「会」と同じく「党」や「集団」という意味もあるが、少なくとも事件当時において "Tea Party"（直訳で「茶党」）と名乗る集団がいたわけではない。現代でも政府の権限や在り方に対する抗議者がティーパーティー（Tea Party）を引用したり、名乗る例があり、2000年代後半においてはリバタリアニズムに基づく政治運動において、ティーパーティーを標榜するものが起こった（ティーパーティー運動）。

## 背景・前史
ボストン茶会事件に至る経緯は、1765年に大英帝国が直面した2つの問題に端を発する。すなわち、イギリス東インド会社の財政問題と、選挙で選ばれた代表が不在のイギリス領アメリカ植民地に対する議会の権限範囲の問題である。これらを解決しようとしたノース内閣は、最終的にアメリカ独立戦争に繋がる植民地社会との政治抗争を繰り広げた。

### 茶葉貿易における東インド会社の財政問題
17世紀にヨーロッパで喫茶の習慣が確立すると中国から茶葉を輸入する競合企業が設立されるようになった。
イギリスでは1698年に、東インド会社に輸入独占権を与えることが議会で決まった。
イギリスの植民地で喫茶が普及すると、1721年に議会は植民地に対して茶葉の輸入をイギリス本国のみに要求する法案を制定し、競争相手の外国勢力を排除しようとした。
当時、東インド会社は、輸入した茶葉を植民地に直接販売することはできず、イギリス本国内での競りに出すことが義務付けられていた。このため正規のイギリス植民地で流通する茶葉は、イギリスの本国市場から茶葉を購入した仲買人が、それを植民地に輸出し、ボストン、ニューヨーク、フィラデルフィア、チャールストンの商人たちに転売する、というビジネス慣行で成り立っていた。
1767年まで、東インド会社はイギリスに輸入する茶葉に対して約25％の従価税が課せられていた。
その上で議会は、イギリスで消費・販売される茶葉にさらなる追加税を課した。この結果、このような課税がなかったオランダの輸入茶葉は、イギリスのそれよりはるかに安かった。このため、イギリスの本国人や植民地人による密輸入が横行した。
違法茶葉の最大市場はイギリスであったが、植民地にも相当量が流入していた。1760年代までに東インド会社が被った損失は年40万ポンドに上っていた。
1767年、議会は東インド会社に競争力を持たせるために補償法を可決し、イギリス本国内で消費される茶に課せられる税を引き下げると共に、東インド会社が植民地に再輸出した際に掛かる25％の関税を還付すること（実質的に関税を撤廃すること）を決めた。
同時に、この処置によって生じる政府歳入の損失を相殺するための歳入法も可決し、茶葉を含んで植民地に対する新たな税を課した。
これら1767年に成立した複数の法律を、主導した財務大臣チャールズ・タウンゼンドにちなみ「タウンゼンド諸法」と呼ぶ。

### タウンゼンド諸法に対する反発
1760年代、議会が歳入を増やす目的で植民地に初めて直接税を課そうとしたことで、イギリス本国と植民地との間で論争が起こった。古くからイギリスでは、税制を決めることができるのは自らの代表（代議士）が参加している議会によってのみ可能という考えがあり、これは憲法で保障されていると認識されていた（代表なくして課税なし）。しかし、イギリス本国議会には植民地に選挙区が割り当てられておらず、よって植民地人が選んだ代表（代議士）が存在しなかった。このため、一部の植民地人たち（植民地ではホイッグ党と呼ばれ、後の独立戦争でパトリオットと呼ばれた者たち））は、イギリス議会で制定された新しい税制が英国憲法に違反するとし、植民地に対する課税権を持つのは、植民地人によって選ばれた現地の植民地議会のみであるとした。こうした植民地の抗議によって1766年の印紙法は撤廃に追い込まれたが、議会は同時に宣言法（Declaratory Act）を制定し、「いかなる場合においても」議会は植民地に対する統治権を有すると宣言した。
1767年にタウンゼンド諸法によって新たな課税が決まった時、ホイッグ党の植民地人たちは再び抗議とボイコットで対抗した。商人たちは非輸入協定を結成し、多くの植民地人はイギリスからの紅茶を飲まないことを誓い、ニューイングランドの活動家は植民地産のラブラドール茶（ラブラドール地方に由来する野草を使ったハーブティー）などの代替品を推奨した。
密輸もまた速やかに継続された。これは元来ボストンよりも密輸が盛んであったニューヨークとフィラデルフィアで行われていた。
しかし、マサチューセッツでは、現地のホイッグ党の圧力によって非輸入協定の遵守が強いられるまで、リチャード・クラークやマサチューセッツ植民地総督トマス・ハッチンソンの息子たちらによってボストンに義務付けられたイギリス紅茶の輸入が続けられていた。
1770年、ボストン虐殺事件を経て、議会はタウンゼンド諸法の撤廃に応じたが、ノース首相は「アメリカへ課税する権利」を主張するために、この中の茶税は据え置いた。
ただ、このほぼ課税を撤廃する処置は、同年10月までに非輸入運動を終わらせるには十分であった。
こうして1771年から1773年にかけて、イギリスの紅茶は再びかなりの量が植民地に輸入され、商人は茶葉の重量1ポンドあたり3ペンスのタウンゼンド税を支払った。
ボストンは植民地最大の合法茶葉の輸入地となったが、ニューヨークとフィラデルフィアでは依然として密輸業者たちが市場を独占していた。

## 経過

### 1773年の茶法制定

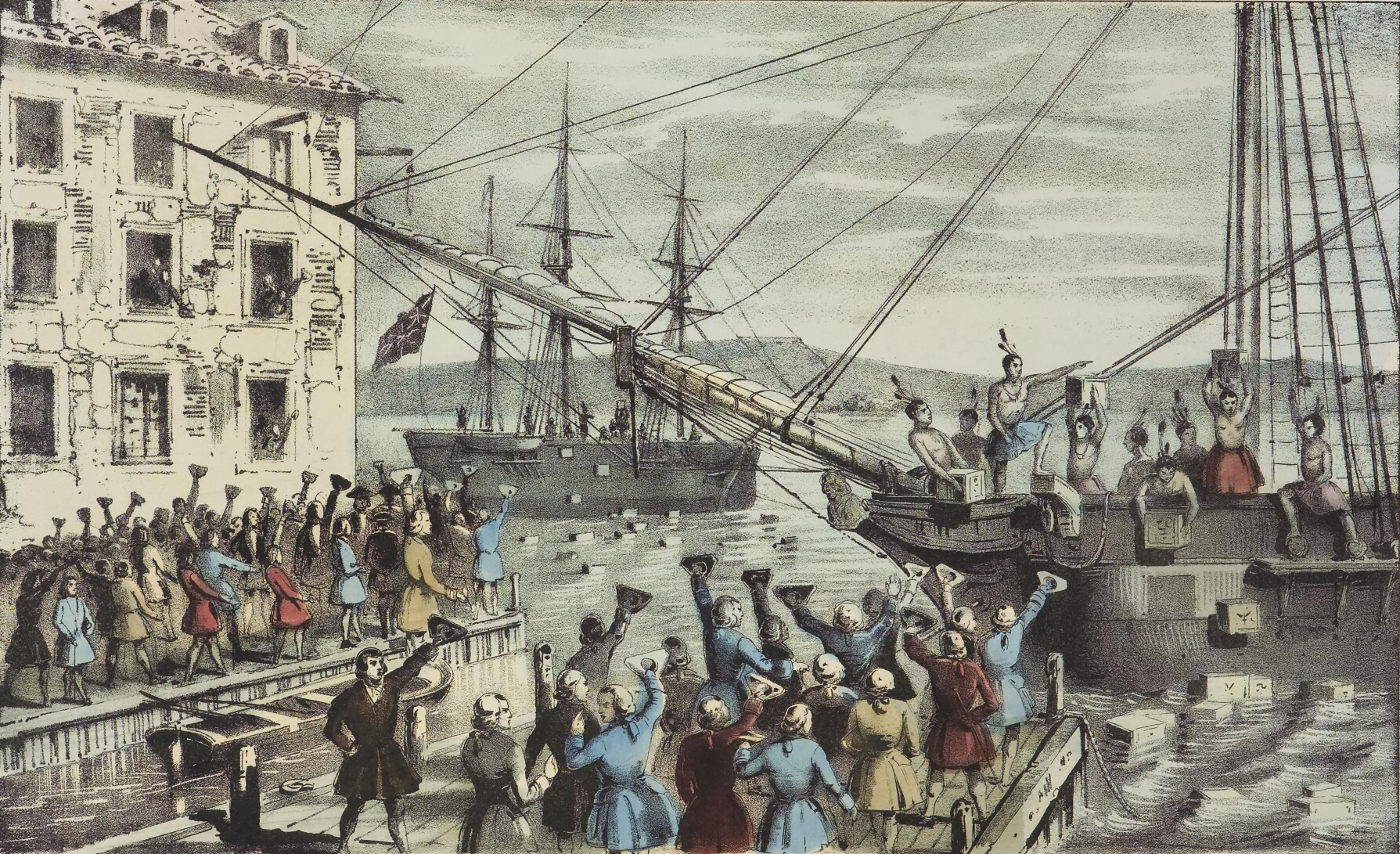
1846年にナサニエル・カリアーによって描かれた象徴的なリトグラフ。この絵のタイトルは『The Destruction of Tea at Boston Harbor（ボストン港での茶葉の廃棄）』であり、当時はまだ「Boston Tea Party（ボストン茶会事件）」という名称は一般的ではなかった。また、この絵の描写に反して、実際にインディアンに仮装していた者はほとんどいなかった。

1772年、議会は1767年の補償法に代わって新たな法律を制定した。補償法は東インド会社に、輸入した茶葉に掛かった関税を還付し、実質的に関税を撤廃するというものであったが、新たな法律では関税は据え置いて、還付額を減らすことにより、事実上10％の関税を課す、というものであった。
同法はまた1767年に廃止されたイギリス領内での茶税も復活させ、植民地に対して3ペンス（現在の1.31ポンドに相当）のタウンゼンド税を残した。この増税でイギリスによる輸入茶葉の値段は上昇し、売上は激減した。しかし、東インド会社は茶葉の輸入を続け、誰も買うことのない大量の余剰在庫を増やしていった。
さらに1769年から1773年にかけて起こったベンガルの大飢饉は、東インド会社の収益を大幅に減少させた。
これら様々な理由により、1772年後半までにはイギリスで最も重要な商業機関の1つであった東インド会社の財政は深刻な危機に陥り、1773年には破綻寸前にまで陥った。そこでノース内閣及び議会は対応を迫られることになった。
税金の一部を撤廃することは危機に対する明白な解決策の1つであった。実際に東インド会社はタウンゼンド税の廃止を嘆願した。しかし、この方法では議会が植民地に対する課税権を有するという立場を弱めたと思われかねないとして、ノース内閣の選択肢にはなかった。
さらに重要なことに、タウンゼンド税は、一部の植民地の総督や判事の給与の財源になっていたことであった。
実際、これがタウンゼンド税の目的であった。以前、これら公職の給与は、植民地議会から支給されていたものであったが、イギリス議会が支払うことによって、彼らが植民地に責任を負う義務を感じさせず、イギリス政府に依存するよう仕向けたものであった。
また、もう1つの解決策としてヨーロッパに安く輸出することで余剰在庫を減らすという方法もあった。この手段は検討されたが、結局、輸出した茶葉がイギリス領内に密輸され、課税された正規品の価格を下回って流通するだけだと判断された。
東インド会社の余剰在庫を消費するに、最良の市場はアメリカ植民地であった。ただし、オランダによる輸入茶葉より安くする方法を見つけることができれば、という条件付きだった。
最終的にノース内閣が選択した解決策が茶法（Tea Act）であり、これは国王ジョージ3世の許可を得て1773年5月10日に制定された。
この法律では東インド会社が茶葉を輸入するにあたって掛かる関税を全額還付することを復活させると共に、直接、同社がアメリカ植民地に茶葉を輸出・販売することも許可した。これによってロンドンの競り市場及び仲買人を経由する必要がなくなり、コストの削減が可能になった。
具体的には東インド会社は仲買人に売る代わりに植民地の商人を直接指名して委託販売することができ、委託者は販売による手数料を得る、というものであった。1773年7月には、ニューヨーク、フィラデルフィア、ボストン、チャールストンにおける委託業者が決まった。
また、この茶法ではアメリカ植民地に5000箱（250トン）の茶葉を出荷することが許可されていた。荷揚げの際、1750ポンド（現在の22万8707ポンドに相当）の税金を輸入業者が支払うことになっていた。この法律は東インド会社に密輸されたものより廉価な茶葉の販売の独占権を与えるものであり、その裏の目的は植民地人に茶1ポンドにつき3ペニーの税金を払わせることにあった。
したがって、茶法では植民地に輸入される茶葉に対して3ペンスのタウンゼンド税が維持された。議員の中には新たな植民地の紛争を引き起こすとして税の廃止を望む者もいた。例えば前財務大臣ウィリアム・ダウズウェルは、タウンゼンド税を残せば、アメリカの植民地人たちがイギリスの茶葉を買うことはない、とノース首相に警告した。
しかし、首相はこの収入を手放す気はなかった。植民地に対する課税権を維持したいというものもあったが、主としては植民地当局の給与財源になっていたからであった。
歴史家のベンジャミン・ラバリーは「頑固なノース卿は、意図せず老いた大英帝国の棺に釘を打ち込んでいたのであった」と評した。
施行された茶法では、たとえタウンゼンド税が維持されていても、東インド会社が以前よりも安く茶葉を販売することを可能にし、密輸業者の設定価格を下回ることができたが、一方で関税の還付を受けられない正規の輸入業者の価格も下回ることを意味していた。1772年、合法的に輸入された最も一般的な茶種であったボヘア（武夷岩茶）は、1ポンドあたり約3シリング（現在の価値で19.6ポンド）で販売されていた。
茶法施行後は植民地の荷受人は密輸業者の価格2シリングと1ペニー（1ポンドあたり）をわずかに下回る2シリングで販売できた。
タウンゼンド税が政治的にセンシティブな問題であることは東インド会社も認識していた。そこで同社は茶葉が荷揚げされた時点でロンドンに関税を支払うか、あるいは茶葉が販売された後に荷受人が目立たずに納税することで税金の存在自体を隠すことを望んだ。しかし、この手の努力は失敗に終わった。

### 反茶法運動

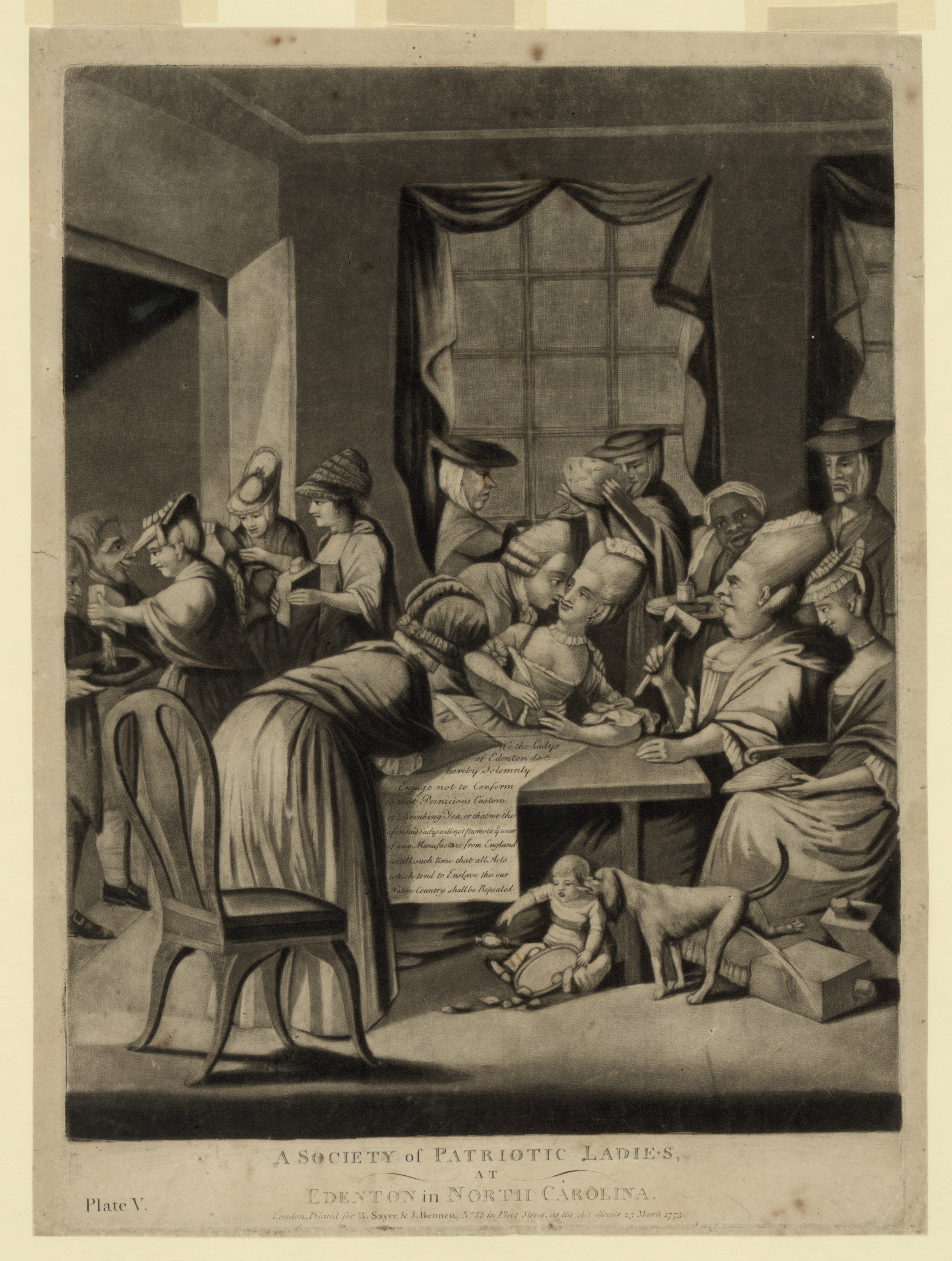
1775年のイギリスの風刺画『A Society of Patriotic Ladies at Edenton in North Carolina（ノースカロライナ州イーデントンでの愛国婦人会）』。これは1773年10月に茶法への抗議として行われたイーデントンの茶会を風刺したものである。

1773年9月と10月に、東インド会社の茶葉を積んだ7隻の船が植民地に送られた。うち4隻はボストン行きで、残りはニューヨーク、フィラデルフィア、チャールストンに各1隻ずつ送られた。
船内には合計で60万ポンド近い、2000以上の茶箱があった。
運搬船がまだ航海している間に、茶法の詳細がアメリカ植民地に知れ渡り、反対運動が起こり始めた。
時に「自由の息子達（サンズ・オブ・リバティ）」と名乗った同地のホイッグ党は、1765年の印紙法論争の時に印紙の販売業者を辞任に追い込んだように、植民地人たちの意識を高め、荷受人たちを説得したり、辞任させるキャンペーンを開始した。
ボストン茶会事件で最高潮に達した抗議運動は、高い税金に対して行われたものではなかった。むしろ茶法は、正規輸入された茶葉の価格を引き下げるものであった。抗議者たちは他の様々な問題に関心を持っていた。有名な「代表なくして課税なし」は、植民地に対する議会権限の範囲の話題と共に、依然として顕著な論争の種であった。
サミュエル・アダムズは、イギリス本国が茶葉の販売を独占することは「税金に等しい」と見なし、税の有無にかかわらず、同じ代表権の問題だと論じた。
また一部の者は、有力な公職者を植民地から切り離すという税の目的が、植民地の権利に対する危険な侵害だと見なした。
これは税関の設置など、タウンゼンドの植民地政策が完全に実施された唯一の植民地であったマサチューセッツにおいて、特に顕著な論点であった。
密輸業者も含んだ植民地の商人たちは抗議活動に大きな役割を果たした。まず、茶法は正規輸入品を安くするために、オランダ産の密輸茶葉を扱う者たちは廃業に追い込まれる恐れがあった。
また、正規輸入者の中でも東インド会社から荷受人（委託販売者）として指名を受けられなかった商人は廃業に追い込まれる可能性があった。
商人たちにとってもう1つの大きな懸念は、議会が東インド会社に茶葉の貿易独占権を与えたことであり、これは将来的に他の商品にも拡大するという恐れを抱かせた。
ニューヨーク、フィラデルフィア、チャールストンでは、茶葉の荷受人たちに辞退を迫ることに成功した。チャールストンでは12月頭までに荷受人が辞職に追い込まれ、引き取り手のいなくなった茶葉は税関職員によって押収された。
フィラデルフィアでは大規模な抗議集会が行われた。ベンジャミン・ラッシュは、積荷に「奴隷制の種」が含まれているとして、茶葉の荷揚げに反対するよう仲間たちに促した。
こうして12月頭までにフィラデルフィアの荷受人は辞職し、船長との小競り合いの末、茶葉を積んだ船はイギリスに戻った。
ニューヨーク行きの貨物船は悪天候で遅れ、その間に荷受人は辞職していた。結局、船は茶葉を積んだままイギリスに戻った。

### ボストンでの荷揚げ許可

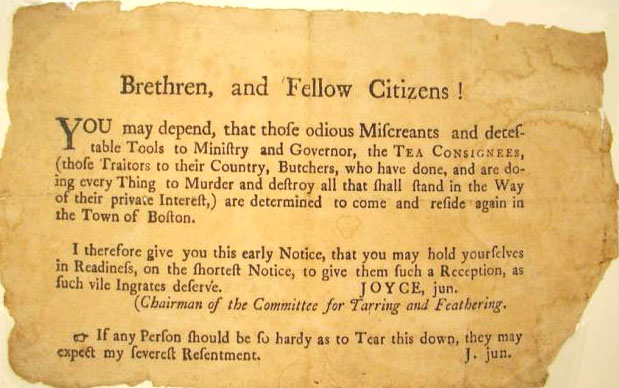
ボストンの"タール羽の刑委員会議長"が、茶葉の荷受人たちを「祖国への裏切り者」として糾弾する書簡。

マサチューセッツ以外の植民地では、抗議者達は荷受人たちを辞任に追い込み、茶葉をイギリスに追い返すことに成功した。ところが、ボストンではトマス・ハッチンソン総督が抗議者たちの要求を断固として拒絶した。総督は荷受人達に辞職しないように説得した。この荷受人たちの中には彼の2人の息子たちもいた。
11月下旬、茶葉を積んだダートマス号がボストン港に入港した。ホイッグ党のリーダー、サミュエル・アダムズは11月29日にファニエル・ホールで集会を開くことを呼びかけ、のちより大きなオールド・サウス集会場で開催することになった。
当時のイギリスの法律では、交易船は入港後、20日以内に荷降ろしして関税を支払う義務があったが、これが守られない場合は税関職員が荷物を没収することができ、この場合もアメリカ本土に荷降ろしすることと同義であった。
そこでアダムズの集会では、船長に関税を支払わせず、かつ、船を追い返すように求めたフィラデルフィアの決議を紹介して、ボストンでも同様の決議を採択することを決めた。さらに、それが達成されるまでの間、25名の男たちで船を監視させ、茶箱が荷降ろしされることを防ごうとした。
ハッチンソン総督はダートマス号が関税を払わずに出港することに許可を出さなかった。そのうちさらに2隻の交易船エレノア号とビーバー号も到着した。ダートマス号の関税支払い期限となる12月16日、当時の人口約1万6000人のボストンで、約5000人から7000人の人々がオールド・サウス集会場に集まった。ハッチンソン総督が再び出港許可を拒絶したという報告を受けたアダムズは「この集会では、この地（country）を救うためにこれ以上のことはできない」と宣言した。
よく知られた逸話によれば、このアダムズの発言は、のちの強行活動を決心するための、最初から予定していたシグナルであったという。しかし、この話は、事件から約1世紀後に、明らかに根拠を誤って解釈していたと思われる彼の曾孫が書いた伝記にしか登場しないものである。
目撃者の証言によれば、アダムズのシグナルとされるものから10分から15分経つまで人々は集会から離れようとせず、実際、アダムズはまだ集会は終わっていないと人々を引き止めていたという。

### ボストン茶会事件

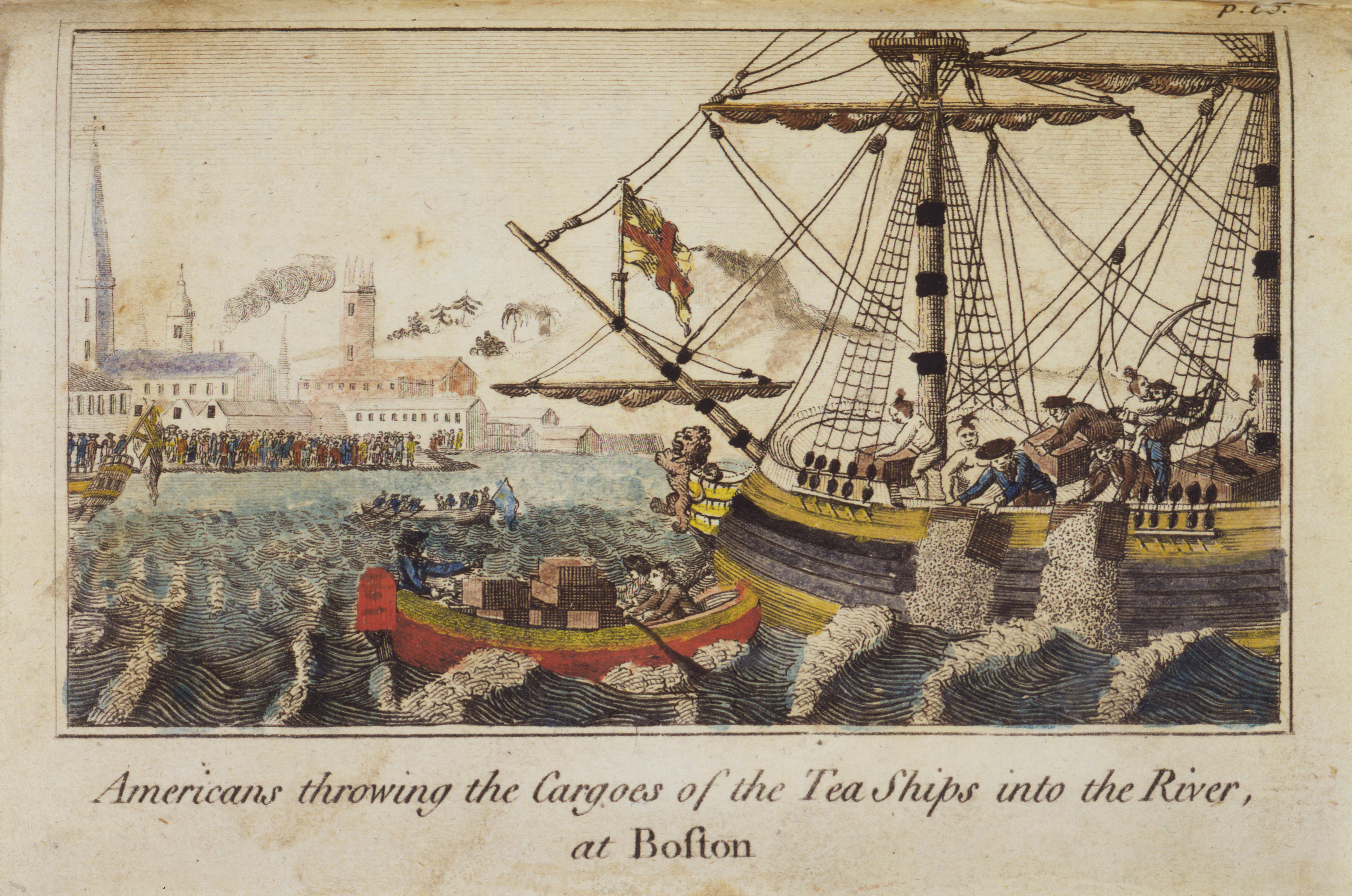
茶葉の投棄を描いた版画（1789年作）

サミュエル・アダムズが収拾をつけようと躍起になる中で、集会の参加者たちは行動を起こすためにオールド・サウス集会所から次々と出ていった。この中にはモホーク族の衣装を着るといった念入りな準備を行う者も含んでいた。
違法な抗議活動を行うにあたって、顔を隠すことは当然のことであったが、ここでモホーク族の戦士の格好を選んだことは意図的に象徴的なものであった。これは大英帝国の臣民たる公的な地位よりも、自由の息子達がアメリカに同化したことを示すものであった。
その夜、モホーク族の戦士の仮装をした者も含めて30人から130人の集団は港に停泊中の3隻の船に侵入し、3時間で、その積荷である342箱の茶葉をすべて海に投棄した。
茶葉340箱分の重量は9万2000パウンド(およそ46トン)以上あった。東インド会社の報告では、被害額は9659ポンド（現在の価値で170万ドル相当）とされている。
3隻のうち2隻の船主は、ナンタケット生まれの植民地人であり、商人のウィリアム・ロッチであった。
ボストン行きのもう1隻の茶箱を積んだ船舶・ウィリアム号は1773年12月にケープコッドで座礁していたが、茶葉は関税が支払われた上で民間に売られていた。1774年3月、この茶葉がボストンの倉庫に保管されているとの情報を受け取った自由の息子達は、この倉庫に侵入すると目についた茶葉を廃棄した。一部は既に Davison, Newman and Co. に売却済みであり、この店に保管されていたが、3月7日に、自由の息子達は再びモホーク族の変装をすると、店に押し入って茶葉を強奪し、港に投棄した。
なお、アメリカ古書協会は、1773年当時の、実際に茶葉が投棄された港の海水を採取した小瓶を現有している。

## 事件後

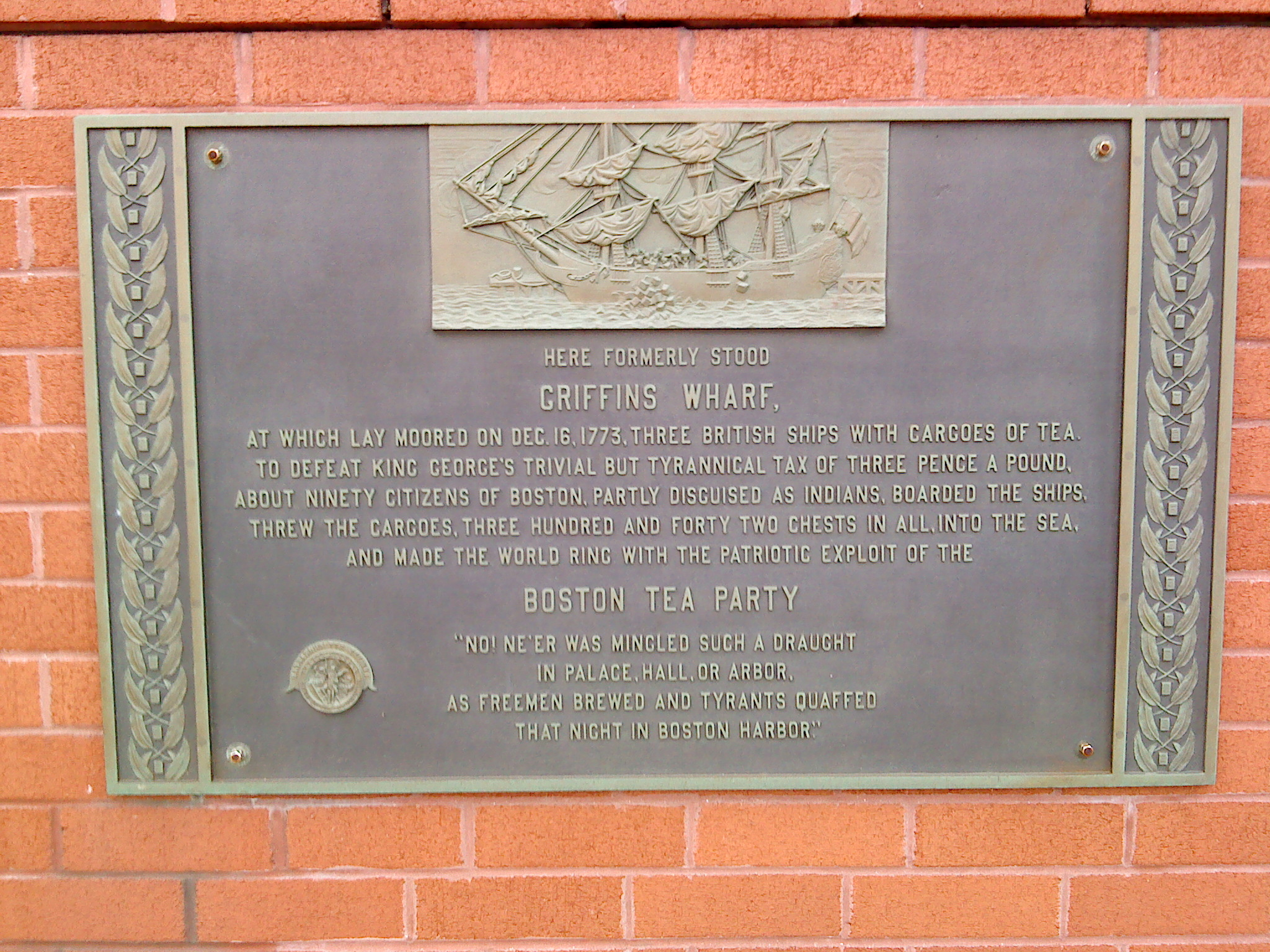
インディペンデンス・ワーフの建物の壁面に貼られたプレート（2009年）

サミュエル・アダムズが、前もって事件を計画していたかは議論の余地のあるところだが、少なくとも事件後はすぐにその宣伝と弁護に務めた。
彼は事件を、無法な暴徒どもによるものではなく、むしろ原則に従った抗議活動であり、人々が憲法上の権利を守るために選ぶことが可能であった唯一の選択肢である、と主張した。
ボストン茶会事件のニュースは1月にロンドンに伝わった。
イギリス本国では植民地に友好的と見られていた政治家でさえも酷くショックを受け、植民地政策に関してすべての政党を団結させた。ノース首相は「結果がどうあれ、我々はリスクを承知で動かねばならないし、そうでなければすべてが終わる」と述べた。
イギリス政府は、この行為を罰さないまま放置することはありえないとして、ボストン港を閉鎖し、「耐え難き諸法」として知られる一連の法律群を以て対応した。
ベンジャミン・フランクリンは東インド会社は廃棄された茶葉の9万ポンド全額の弁済を受けるべきだと述べた。
ニューヨークの商人ロバート・マレーは、他3名の商人と共にノース首相の下を訪問し、損失の代弁を申し出たが、これは断られた。
イギリス議会で可決された「耐え難き諸法」は、ボストンにおける私有財産の毀損を罰し、マサチューセッツにおけるイギリスの権威を回復し、加えてアメリカ大陸における植民地政府の改革を目的としたものであり、北米全体に波及するものであった。最初に成立した3つの法律：ボストン港法（Boston Port Act）、マサチューセッツ統治法（Massachusetts Government Act）、裁判権法（Administration of Justice Act）は、マサチューセッツ州のみに適用されたが、州外の植民地の人々にとっても、自分たちの植民地政府がイギリス議会によって介入される可能性を恐れた。耐え難き諸法は、英国憲法上の権利、自然権、植民地憲章への侵害と見なされ、1774年9月の第1回大陸会議の招集に代表されるように、アメリカ全土の多くの植民地人たちを団結させた。
多くの植民地人たちは、ボストン茶会事件に触発され、ペギー・スチュワート号の焼き討ちなど、同様の行為を実行に移した。本事件は最終的にアメリカ独立運動に繋がる多くの出来事の1つであった。
事件翌日の12月17日の日記の中で、ジョン・アダムズは以下のように記す。
植民地での反発が強まる中で、1775年2月、イギリス議会は和解決議（Conciliatory Resolution）を採択し、帝国防衛と帝国将兵を維持する目的の課税を廃止した。しかし、同年4月にボストン近郊でのレキシントン・コンコードの戦いをきっかけに、アメリカ独立戦争が勃発した。茶葉への課税自体は、植民地政府との和解を目指して行われた1778年の「植民地課税法」で廃止されたが、対立の解決には意味を成さなかった。

## 後世の評価・影響

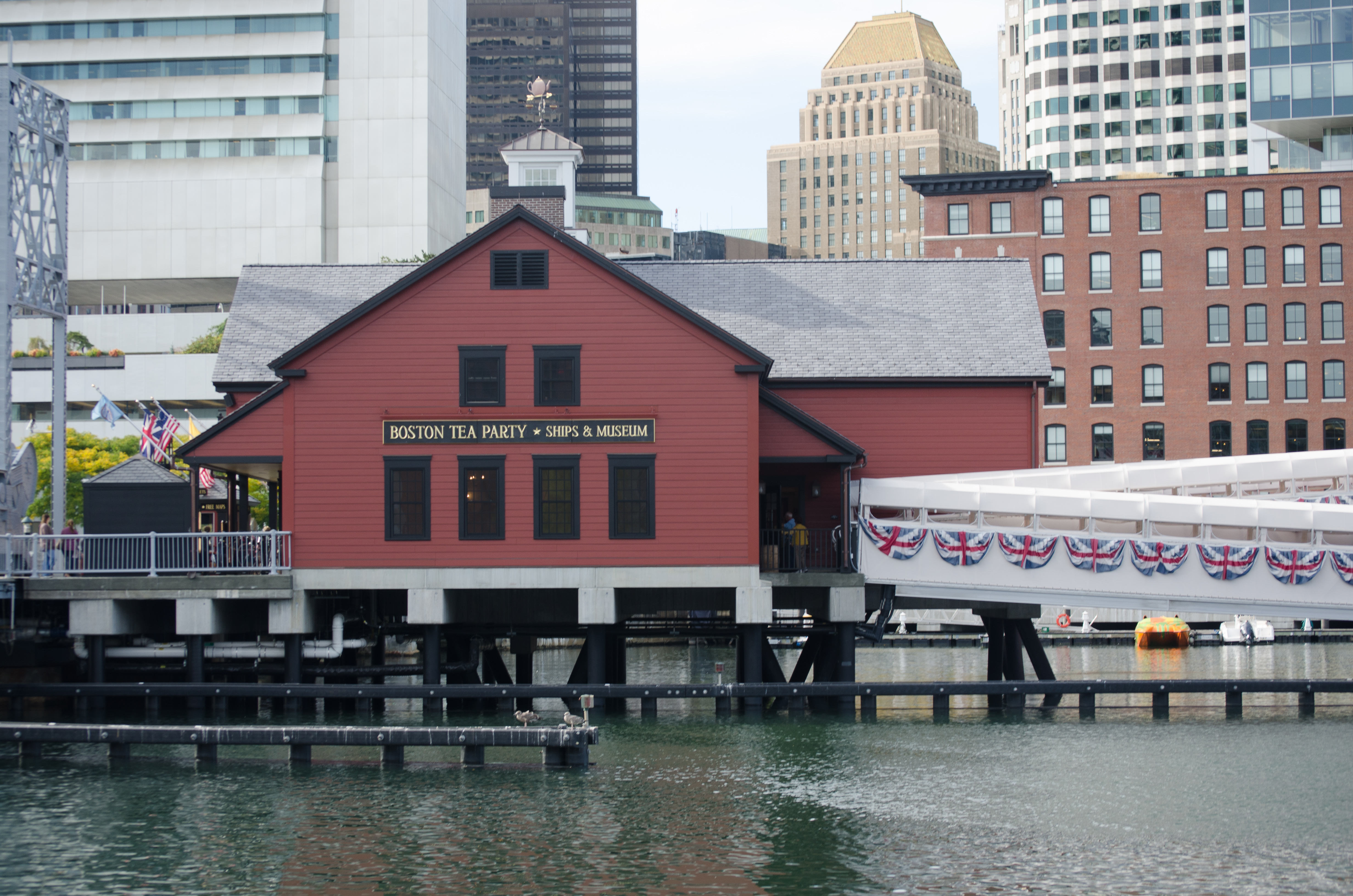
フォート・ポイント・チャンネルにあるボストン茶会事件博物館

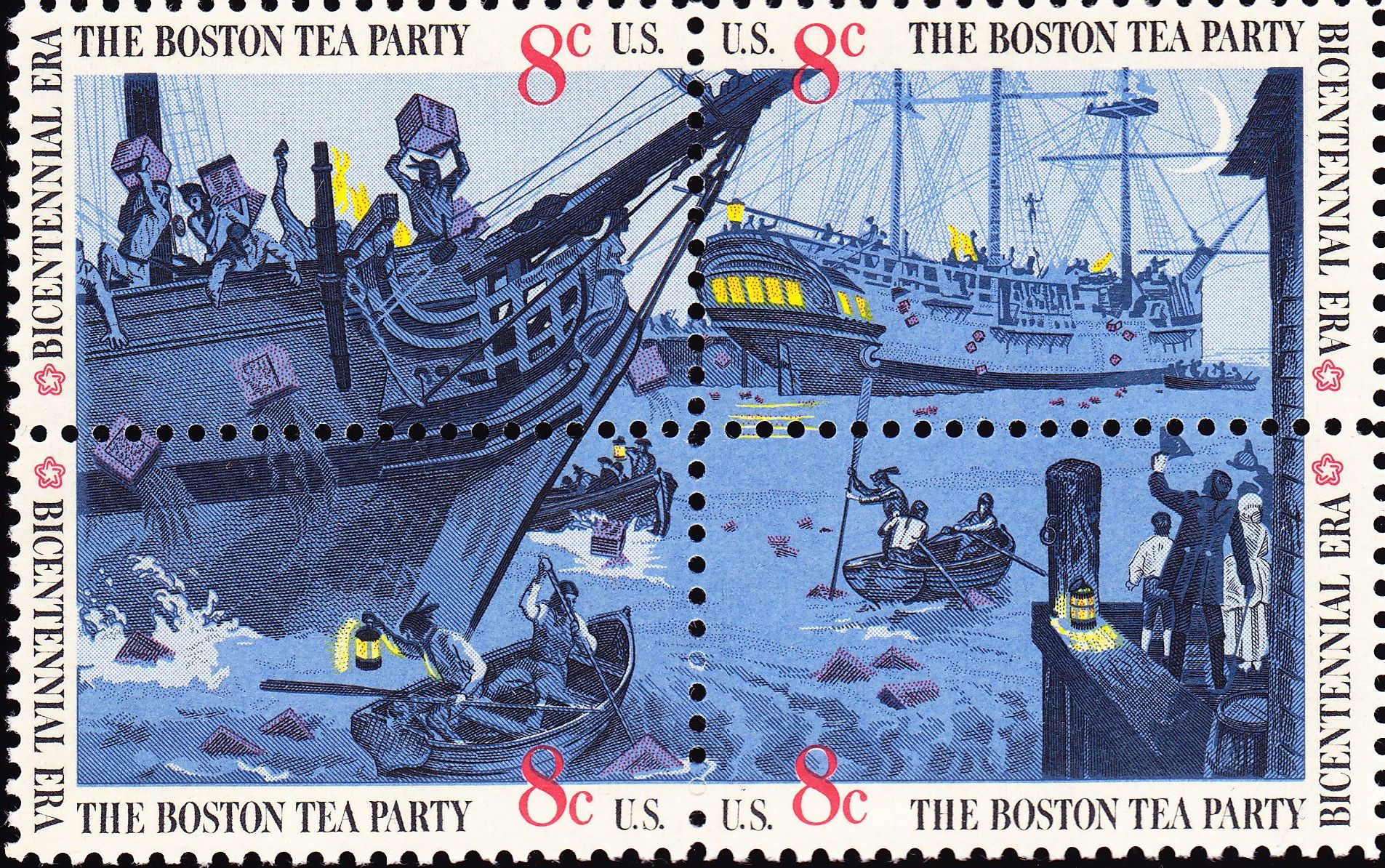
アメリカ郵便公社が1973年に発行したボストン茶会事件を主題とした切手

ジョン・アダムズを始めとする多くのアメリカ人たちは、事件後は、紅茶を飲むことを非愛郷的と見なした。独立戦争中や終戦後にかけて、紅茶の消費は減少し、代わりに温かい飲料としてコーヒーが好まれるようになっていった。
歴史家のアルフレッド・ヤングによれば、 "Boston Tea Party" という言葉が初めて印刷物に登場したのは1834年であった。
それ以前において、この事件は一般に "destruction of the tea"（茶葉の廃棄） と呼ばれていた。ヤングは、長年に渡ってアメリカの著述家たちは、財産の毀損を祝うことには躊躇いがあったようであり、そのために、この出来事はアメリカ独立戦争の歴史を叙述するにあたって通常は無視されてきたものだったと指摘している。しかし、1830年代になると「茶会」に参加した数少ない存命者の一人ジョージ・ロバート・トゥエルブス・ヒューズの伝記が出版されるようになり、以降、事件が知られるようになった。
ボストン茶会事件は、他の政治的抗議活動においてもしばしば言及されてきた。1908年にマハトマ・ガンディーが英領南アフリカでインド人登録証の焼却運動を主導した時、イギリスの新聞はその出来事をボストン茶会事件と比較した。
1930年の塩の行進では運動後にインド総督と会談したガンディーは、ショールの中から関税の掛かっていない塩を取り出すと、笑顔で「有名なボストン茶会事件を思い出させる」と述べた。
様々な政治的観点から、アメリカの活動家たちは抗議の象徴として茶会事件を持ち出すことがある。
事件から200年目であった1973年には、ボストン港のレプリカの船において、当時の大統領リチャード・ニクソンを模した人形を吊し上げ、空のドラム缶数本を港に投棄するパフォーマンスが行われた。これは当時ウォーターゲート事件が発覚したニクソンの弾劾を求めるためと、石油危機が進行する中にあって石油会社に抗議する目的があった。
1998年には二人の保守系下院議員が連邦税法を「茶葉」と書かれた箱に入れて、港に投棄した。
2006年にリバタリアン達により「ボストン茶会党（Boston Tea Party）」が結成された。2007年に、ボストン茶会事件から234年目に開催されたロン・ポールの献金運動では24時間で604万ドルを調達し、1日間での資金調達記録を更新した。その後、約2年にわたってアメリカの保守政界を支配し、2010年11月の中間選挙における共和党の勝利に貢献した（ティーパーティー運動）。

### 博物館

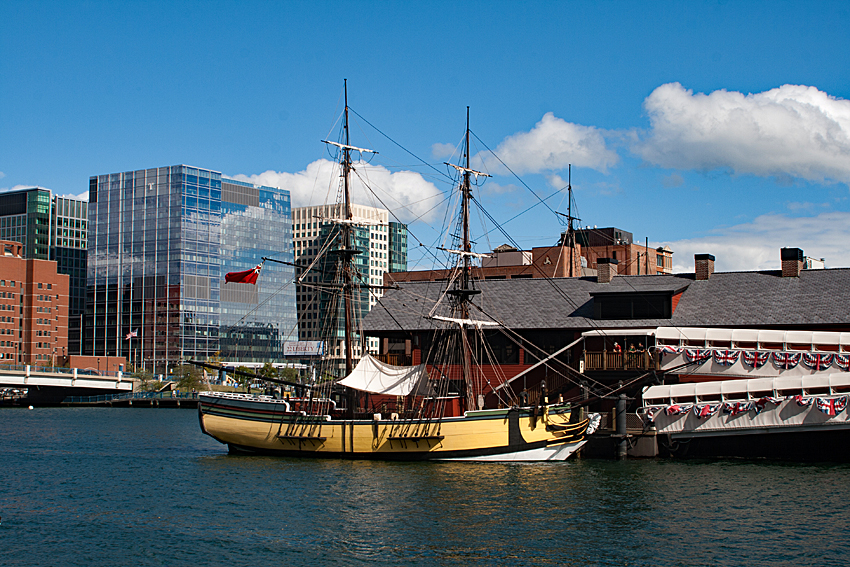
ビーバー号のレプリカ

ボストンのコングレス・ストリート・ブリッジには、ボストン茶会事件をテーマとした博物館がある（Boston Tea Party Ships & Museum）。館内には事件を再現した展示物やドキュメンタリー、多くの体験型展示物があり、また、当時の交易船エレノア号とビーバー号のレプリカも展示されている。他にも事件当時の茶箱2つのうち、1つが常設展示されている。

## 大衆文化
ボストン茶会事件を主題とした映画：
- 『ボストン茶会事件（英語版）』 - エドウィン・S・ポーターによる1908年の映画
- 『ボストン茶会事件（英語版）』 - ユージン・ナウランド（Eugene Nowland）による1915年の映画
- 『ボストン茶会事件』 - ジョン・B・ケネディ（英語版）による1934年の映画
- 『ボストン茶会事件』 - 1957年のディズニー製作の教育映画『ジョニー・トレメイン（英語版）』の抜粋編集版

他に、アラン・アルバートが手掛けた1976年の戯曲『ボストン茶会事件』や、センセーショナル・アレックス・ハーヴェイ・バンドの1976年の曲『Boston Tea Party』がある。